# Miagrammopes ciliatus
Miagrammopes ciliatus es una especie de araña araneomorfa del género Miagrammopes, familia Uloboridae. Fue descrita científicamente por Petrunkevitch en 1926.
Habita en Puerto Rico y San Vicente.